# Heinrich Anton Föppel
Heinrich Anton Föppel (* 1798 in Rosenberg, Fürstentum Löwenstein-Wertheim; † Mai 1866 in Kassel) war ein deutscher Opernsänger (Bariton, Bass) und Gesangslehrer.

## Leben
Föppel studierte Generalbass bei Musikdirektor Lump in Rastatt und Gesang bei Müller in Wertheim. Seinen ersten öffentlichen Auftritt hatte er 1819 als „Raphael“ in Haydns Schöpfung.
Auf der Bühne debütierte er als „Sarastro“ in der Zauberflöte 1820 am Hoftheater Mannheim. Mangels Beschäftigung wechselte er 1821 als erster Bassist an das Theater Freiburg im Breisgau. Nach weiteren Stationen in Köln, Düsseldorf und Bremen holten ihn Louis Spohr und Karl Feige an das Hoftheater in Kassel. 1825 debütierte er dort in der Hauptrolle in der Uraufführung von Spohrs Oper Der Berggeist. 
Föppel blieb in Kassel und nach seiner Pensionierung am 1. September 1859 arbeitete er noch als Gesangspädagoge.
Verheiratet war er seit 1823 mit der Schauspielerin Friederike Schilling.

## Schüler (Auswahl)
- Maria Theresia Löw